# Міммо Полі
Міммо Полі (італ. Mimmo Poli; 11 квітня 1922 — 4 квітня 1986) — італійський кіноактор.

## Кар'єра
Доменіко Полі був одним із найвідоміших і найактивніших персонажів італійського кіно; за свою тридцятип'ятирічну кар'єру він міг похвалитися величезною фільмографією, знявшись у понад 200 фільмах. Він почав з юних років, виступаючи на сцені та декламуючи на римському діалекті.
У 1951 році він зіграв невелику роль у фільмі «Тото і король Риму» режисера Маріо Монічеллі. Відтоді він став дуже особливим обличчям, яке любили і Тото, і Федеріко Фелліні. Він з'являється скрізь, де потрібен бармен, докер, в'язень, починаючи з фільмів Моннецца і закінчуючи Бернардо Бертолуччі.
Серед найактуальніших фільмів: «Шинель» (1952) Альберто Латтуада; Тото в кольорі (1952) Стено; Станція Терміні (1953) Вітторіо Де Сіка; Beat the Devil Джон Х'юстон; «Ночі Кабірії» (1956) Федеріко Фелліні; Poveri ma belli (1956) Діно Різі; Arrangiatevi (1959) Мауро Болоньїні; Totò, Peppino e… la dolce vita (1961) Серджіо Корбуччі; Зрадник (1961) Роберто Росселліні. Він також знявся в багатьох фільмах Франко і Чіччіо. Його остання поява у фільмі була з I soliti ignoti vent'anni dopo (1985).

## Смерть
Через серйозні проблеми зі здоров'ям він був змушений залишити сцену в середині вісімдесятих. Помер від серцевого нападу 4 квітня 1986 року у віці 65 років.